# Glimboca (gmina)
Glimboca – gmina w Rumunii, w okręgu Caraș-Severin. Obejmuje miejscowość Glimboca. W 2011 roku liczyła 1808 mieszkańców.